# PDTV
A PDTV egy betűszó, melyet gyakran látni TV műsorokat tartalmazó filenevek részeként, melyek főleg a P2P hálózatokon terjednek. A rövidítés a Pure Digital Television szóból ered. Eredetileg minden olyan médiát ezzel a jelzővel láttak el, amelyet egy TV-tuner kártyával vettek fel, egy kevésbé jó minőségben sugárzó adóról; ellentétben a HDTV adásokkal, amelyek felbontása sokkal nagyobb. Az adás származhat kábeltelevízió adásból, vagy parabolán érkező adásból is.
Más néven DVBRip -nek is nevezik.